# Linse (Geologie)

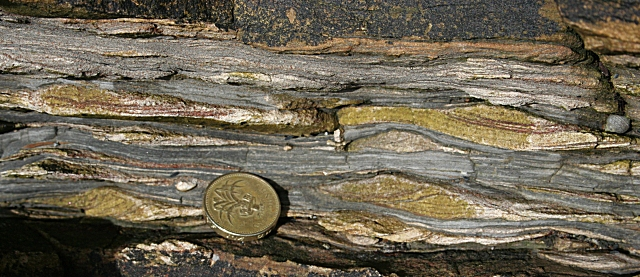
Linsenschichtung am Übergang zur Wellenschichtung. Die gelblichen Sandsteinlinsen zwischen den grauen Siltsteinlagen sind deutlich ausgeprägt. Es handelt sich hierbei um einen Spezialfall, die sogenannte Hummocky Cross Stratification, die durch die Tätigkeit von Sturmwellen am Meeresboden entsteht. Karbon (?) der Fife-Halbinsel, Schottland.

Als Linse werden linsenförmige Mineralvorkommen unterschiedlicher Größe bezeichnet. Linsen gehören zu den unregelmäßig geformten Vorkommen. Der Name leitet sich von der typischen Linsenform ab.
Erzlinsen entstehen häufig während der Bildung pegmatitisch-pneumatolytischer Vorkommen. Auch Erdöl- und Erdgasvorkommen können linsenförmig sein. In Kleinenbremen wurde in der Eisenerzgrube Wohlverwahrt die Wohlverwahrter und die Schermbecker Erzlinse abgebaut.
Auch in der Sedimentologie findet dieser Begriff Verwendung. Er bezeichnet hier linsenförmige Ansammlungen eines groberen Sedimentes (meist Sand bzw. Sandstein), die von einem feinkörnigen Sediment (meist Ton bzw. Tonstein) umschlossen sind. Nimmt der Anteil groberen Sedimentes im Ablagerungsraum zu, entwickelt sich aus der Linsen- die sogenannte Flaserschichtung, mit unregelmäßig geformten und sich verzweigenden, dünnen Lagen eines feinkörnigen Sedimentes in einem groben Sediment. Die Zwischenform wird als Wellenschichtung bezeichnet. Linsen-, Wellen- und Flaserschichtung sind charakteristisch für Sedimente, die unter dem Einfluss von strömendem Wasser abgelagert wurden, also durch Flüsse oder in Meeresbereichen mit grundberührender Strömung. Daher tritt Linsen- und Flaserschichtung in der Regel zusammen mit Sedimentstrukturen wie Schrägschichtung auf.